# 氣旋哈羅德
強烈熱帶氣旋哈羅德（英語：Severe Tropical Cyclone Harold），是2019－2020年澳洲地區熱帶氣旋季和2019－2020年南太平洋熱帶氣旋季的第7個和第8個獲命名風暴，也是2019－2020年南太平洋熱帶氣旋季中唯一一個達到五級強烈熱帶氣旋強度的熱帶系統。哈羅德在獲名之後便開始緩慢增強，並於一天後打開針眼且開始爆發增強，並在4月6日成為南太平洋海域4月份風暴中最強的熱帶氣旋，亦為該年風季中最強的風暴。

## 氣象歷史

### 在澳洲海域獲命名
2020年3月末，在巴布亞新幾內亞附近的季風槽內發展出了三個擾動，分別為熱帶擾動98P、熱帶擾動90P跟熱帶擾動92P，而這三個擾動中的熱帶擾動90P在併吞了位於西北太平洋的熱帶擾動93W並開始有所發展。4月1日，系統逐漸開始併吞位於巴布亞新幾內亞近海且更早編號的熱帶擾動98P，完全併吞兩個擾動後，熱帶擾動90P便開始整合。
2日中午12時，澳大利亞國家氣象局將其升格為熱帶低氣壓並給予編號12U，而同時，12U的微波雲圖已經出現雲捲風眼的徵兆，下午2時，聯合颱風警報中心對其發布熱帶氣旋形成警報，而就在不久後，澳大利亞國家氣象局將其升格為一級熱帶氣旋，並命名為哈羅德（Harold）。
3日凌晨2時，聯合颱風警報中心將其升格為熱帶風暴，給予熱帶氣旋編號25P。上午8時，哈羅德跨越東經160度進入南太平洋海域，因此澳大利亞國家氣象局對其發布最後報告，並表示下一報開始將改由斐濟氣象局接續發報 。

### 進入南太平洋海域發展

4月4日，正在爆發增強的哈羅德，即將迎來生命史的第一次巔峰

4月3日上午9時，斐濟氣象局接續對哈羅德發出路徑報告，並將其評定為一級熱帶氣旋，風速為35節(每小時65公里)，沿用澳大利亞國家氣象局之名稱哈羅德（Harold）。
4月4日凌晨2時，斐濟氣象局將其升格為二級熱帶氣旋。上午，哈羅德打開一個「針眼」，使得聯合颱風警報中心在上午8時那報中直接將其升格為二級熱帶氣旋，不久後，斐濟氣象局將其升格為三級強烈熱帶氣旋，風速為85節(每小時155公里)。到了下午，哈羅德的「針眼」變得模糊不清，但仍無阻聯合颱風警報中心將其升格至三級熱帶氣旋，使哈羅德成為南太平洋有紀錄以來最強的4月風暴，但斐濟氣象局依然維持上午的定強。不久後，瓦努阿圖氣象局將其升格為四級強烈熱帶氣旋。晚間9時，聯合颱風警報中心和斐濟氣象局將其升格為四級熱帶氣旋和四級強烈熱帶氣旋。
進入強垂直風切海域後，哈羅德的風眼完全填塞，同時系統也出現眼牆置換的情況，5日凌晨2時，聯合颱風警報中心將其降格為三級熱帶氣旋。上午，哈羅德重新開始組織風眼，環流也開始擴大，到了晚上，哈羅德新的風眼已經顯現在衛星雲圖上，但仍未完全清空，晚間9時，聯合颱風警報中心再次將其升格為四級熱帶氣旋，隨後，斐濟氣象局將其升格為五級強烈熱帶氣旋，風速為110節(每小時205公里)。

### 巔峰直襲瓦努阿圖

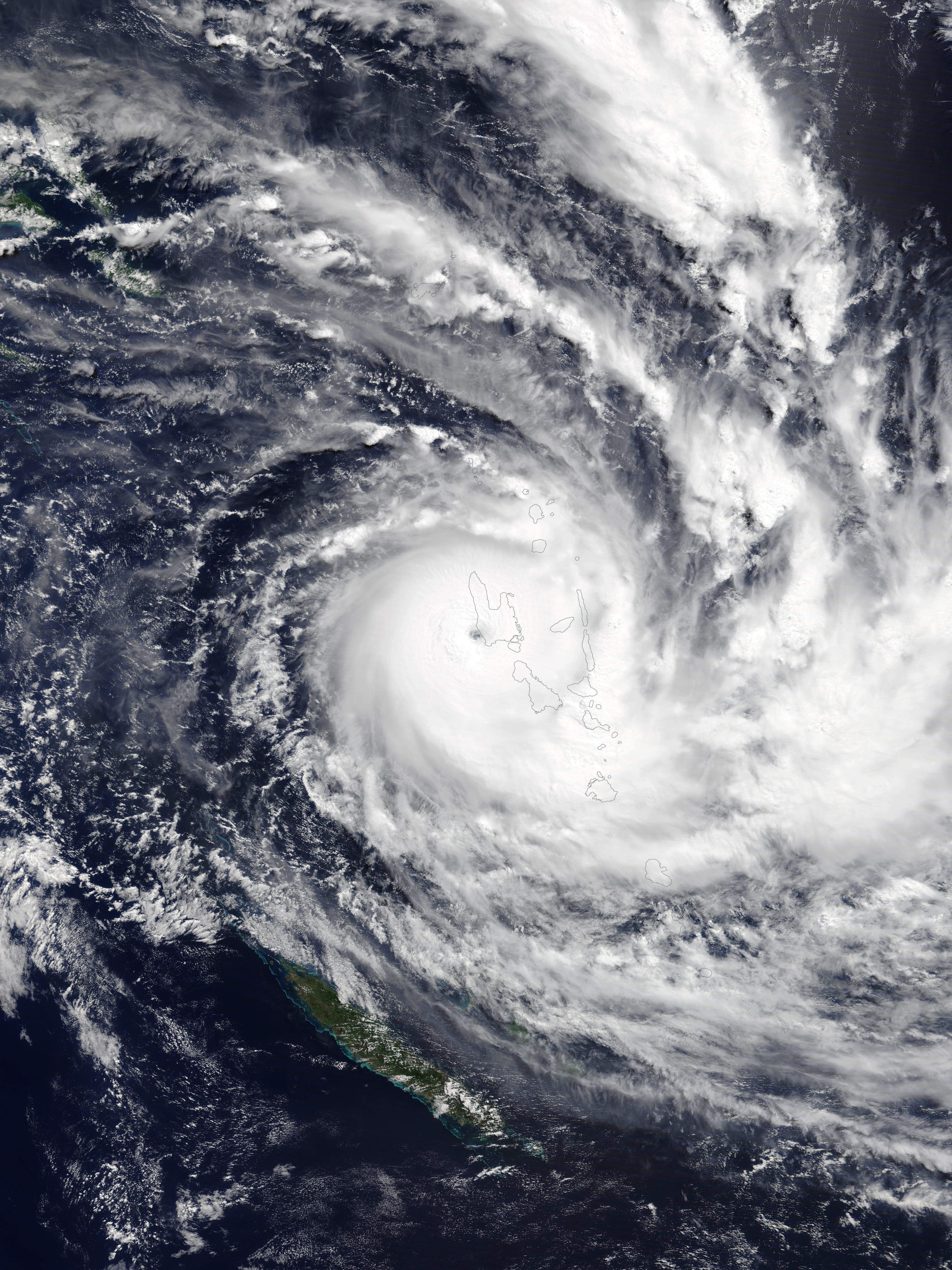
4月5日凌晨，達到第二次巔峰的哈羅德即將迎來第一次登陸

6日凌晨0時，瓦努阿圖氣象局將其升格為五級強烈熱帶氣旋，風速為115節(每小時215公里)。上午，哈羅德登陸瓦努阿圖，原本的中型風眼填堵成一個雲塞風眼，強度略微減弱，但出海後一個新的風眼形成並快速清空，使得斐濟氣象局將其風速提升至120節(每小時220公里)，不久後，聯合颱風警報中心將其風速提升至135節(每小時250公里)，隨後哈羅德便再次登陸，但僅過了不到兩小時便已經出海，原本的風眼也縮小許多。晚間9時，聯合颱風警報中心將其升格為五級熱帶氣旋，風速為145節(每小時270公里)。

### 三巔後快速減弱
哈羅德被聯合颱風警報中心升格為五級熱帶氣旋後，原本清晰的風眼隨即填塞，7日凌晨2時，聯合颱風警報中心將其降格為四級熱帶氣旋，上午8時，斐濟氣象局將其降格為四級強烈熱帶氣旋。聯合颱風警報中心更在下午2時降格為三級熱帶氣旋，而此時的微波雲圖顯示出哈羅德的風眼已經崩毀，但有重新發展新風眼的跡象。到了晚上，新的微波雲圖顯示出哈羅德已經重造了一個比之前還大的風眼，而衛星雲圖上也顯示哈羅德正在嘗試著重新開眼。

### 迎接四巔直襲斐濟
8日清晨，哈羅德的風眼再次顯現在衛星雲圖上，聯合颱風警報中心再次將其升格為四級熱帶氣旋，同時哈羅德也以第四次巔峰的姿態擦過斐濟。傍晚之後，哈羅德的結構開始受到西風帶的強烈垂直風切影響，風眼開始變得模糊不清，但仍無阻斐濟氣象局於晚間8時再次將其升格為五級強烈熱帶氣旋，風速為110節(每小時205公里)。

### 轉化成溫帶氣旋
經過四次巔峰後，哈羅德移入西風帶，原本的風眼亦因為風切強勁而填塞，對流被往東南方切離，4月10日，聯合颱風警報中心和斐濟氣象局先後判定哈羅德轉化為溫帶氣旋，也宣告哈羅德的生命史自此刻起正式結束。

### 事後調整
斐濟氣象局在2020年11月26日發布的最佳路徑中，把哈羅德的巔峰強度上調為125節(每小時230公里)，氣壓下調至920百帕。聯合颱風警報中心在2021年9月15日發布的最佳路徑中，將其上調至150節（每小時280公里）。

## 影響

### 所羅門群島
4月2日，哈羅德的預測路徑使得所羅門群島氣象局為所羅門群島發佈警報。該部門建議在河流和海岸附近等易受風暴影響地區的居民撤離到地勢較高的地方。該部門還指出可能發生山體滑坡和巨浪。4月3日，氣旋警報對所有島嶼生效。所羅門群島皇家警察部隊建議通勤者和水手提高警惕。在荷尼阿拉，因為樹木和樹枝倒塌而導致大面積停電。荷尼阿拉的國家轉診醫院是受停電影響的建築物之一。一些倒下的樹毀壞了建築物，堵塞了道路。強降雨淹沒了荷尼阿拉的庫庫姆公路。一條因降雨而漲水的溪流沖走了瓜達爾卡納爾西北部與荷尼阿拉之間的一段長3米（9.8英尺）的橋樑。幾十個家庭被迫離開他們在瓜達爾卡納爾的家。在拉納爾和貝羅那省也有報告說，洪水和倒下的樹木對建築物造成了破壞。
4月2日晚，渡輪“MV泰瑪雷霍號”在從荷尼阿拉到馬萊塔省的Are港的途中遇到了哈羅德在鐵底海峽產生的高達每小時80公里（50英里/小時）的巨浪和陣風。在嚴重特殊傳染性肺炎疫情大流行期間，該船被派往從荷尼阿拉載回馬來的居民，儘管警告已經生效，建議船隻留在港口。738名乘客中有27人被海浪打落水中；“泰瑪雷霍號”後來在馬萊塔省的Su'u港避難。飛機和船隻被派往1000平方公里（390平方英里）以上的地區搜尋倖存者。救援工作最初受到惡劣條件的阻礙，一架救援直升機無法飛行，因為其第二名飛行員被隔離。兩具屍體在馬萊塔省南部被發現，蒐索區域被定位；截至2020年4月6日，已經找到6具屍體。至少有兩艘船隻被風暴沖上岸。來自哈羅德的大雨沖毀了瓜達爾卡納爾的大部分平原，降低了該地區的糧食安全。澳大利亞政府捐了6萬美元給所羅門群島當作救濟基金。

### 瓦努阿圖
4月3日，瓦努阿圖國家灾害管理辦公室（以下簡稱VNDMO）發佈黃色警報，顯示瓦努阿圖托爾巴省和桑馬省12小時內有熱帶氣旋威脅。瓦努阿圖氣象和地質災害部也對這些地區發佈了熱帶氣旋警報。4月4日，哈羅德升格為三級強烈熱帶氣旋後，黃色警報升級為紅色警報，這是瓦努阿圖的最高級別警報，馬朗巴省和彭納馬省也發佈了黃色警報。紅色警報最終包括馬拉帕省、佩納馬省、桑馬省和托爾巴省，而謝法省則發佈了黃色警報。VNDMO建議所有處於紅色警戒狀態的居民留在室內。暫停了COVID-19防備活動，以便利哈羅德的準備和疏散。取消了與COVID-19流行病有關的旅行和社交距離限制，為尋求安全住所和疏散庇護所的人提供便利。
數百人被疏散到Espiritu Santo的避難所。農村地區的通訊中斷使估計變得困難，儘管瓦努阿圖紅十字會的一名官員估計，多達1000人被安置在疏散中心。4月5日，紅十字會與紅新月會國際聯合會（以下簡稱IFRC）準備向瓦努阿圖紅十字會提供5萬瑞士法郎的救災應急基金，幫助他們在風暴到來之前更好地安置工作人員和援助資源，動員了1000多名志願者，為盧甘維爾的風暴做準備，風暴來臨前，數百人被送往疏散中心。索拉的托爾巴省總部充當了家庭避難所。澳大利亞樂施會與瓦努阿圖各機构協調，為哈羅德製定了應對計畫。澳大利亞外交貿易部還為所羅門群島和瓦努阿圖製定了一攬子支援計畫。
自2015年氣旋帕姆以來，哈羅德是澳大利亞第一個襲擊瓦努阿圖的五級強烈熱帶氣旋。大部分受灾地區通訊中斷。電信公司沃達豐報告稱，與班克斯群島、埃斯皮裏圖·桑托、馬拉庫拉島和五旬節島失去聯系。氣旋登陸前，在瓦努阿圖以西緩慢移動的過程中吸收了大量的水分，導致了強降雨。山洪迫使人們撤離家園，前往埃斯皮里圖桑托島的高地，並破壞了彭納馬的道路。在馬拉庫拉島上，河流漫過河岸，淹沒了花園。來自歐盟執行委員會聯合研究中心的模型顯示，瓦努阿圖的風暴潮高度為0.9米（3.0英尺）。哈羅德首次登陸的埃斯皮裏圖聖托損失巨大。船隻在大浪中擱淺在島的海岸。在哈羅德登陸前，水資源短缺和電力中斷開始影響埃斯皮裏圖·桑托最大的都市盧甘維爾。强降雨還威脅到盧甘維爾供水的污染，並沖毀農作物和道路，特別是在低窪地區。當颶風在4月6日登入並在都市中移動時，狂風掀開了房屋和樹木。一些建築物被風暴夷為平地。都市中大約50-70%的建築物被破壞。更多的豪雨淹沒了道路。盧甘維爾市議會大樓被毀。風暴席捲而來，與都市的通訊中斷，都市與聖埃斯皮裡圖的其他地區被洪水、碎片進一步隔離，桑馬省其他地區的建築也被摧毀。初步報告顯示，在該省西南部的哈羅德登陸點附近造成了嚴重破壞
。後來媒體顯示，埃斯皮裏圖·桑托海岸邊的棚屋被徹底摧毀，而一些房子屋頂和牆壁倒塌的更為嚴重。
澳大利亞樂施會在哈羅德第一次撞擊瓦努阿圖的桑馬省數小時後，成立了一個救災小組，評估並協助修復瓦努阿圖桑馬省各地的損失，同時將COVID-19的援助額翻了一番。救助兒童會在島上準備了救災物資，分發給受灾兒童。

### 斐濟
斐濟氣象局於4月6日發佈了維提島西半部、坎達武島、馬馬努薩群島和亞薩瓦群島的豪雨警報，預計哈羅德的雨帶將抵達斐濟南部，中心最終將通過斐濟南部。隨後，除了洛邁維蒂群島外，豪雨警報地區的氣旋警報也將生效；大雨警報擴大到包括整個斐濟群島。4月7日，斐濟航空將一些較大的飛機轉移到紐西蘭，以減輕損失。另一架載有撤離人員的斐濟航空班機啟程前往美國 。
4月7日一早，馬洛洛和亞薩瓦兩個島的村民開始感受到風暴帶來的一些影響，包括陣風和一些溫和的沿海洪水以及一些風暴潮。圖拉加尼科羅建議馬洛洛島上的所有村民呆在裡面，全天時刻保持警惕。

### 東加
東加福阿莫圖熱帶氣旋警報中心於4月7日啟用，原因是最新的路徑預測哈羅德將在兩天內進入東加海域。

## 外部連結
- 世界氣象組織 （页面存档备份，存于）
- 澳大利亞國家氣象局 （页面存档备份，存于）
- 聯合颱風警報中心 （页面存档备份，存于）
- 斐濟氣象部門 （页面存档备份，存于）
- 紐西蘭氣象局 （页面存档备份，存于）
- 聯合颱風警報中心 （页面存档备份，存于）